# Entre vivir y soñar
Entre vivir y soñar es una película de 2004 dirigida por Alfonso Albacete y David Menkes.

## Sinopsis
Ana va tras su primer amor tras muchos años de no saber nada de él. 

## Reparto
| Actor/Actriz             | Personaje                         |
| ------------------------ | --------------------------------- |
| Carmen Maura             | Ana                               |
| Alex Brendemühl          | Jean François                     |
| Manuel Manquiña          | Félix                             |
| Thierry Lhermitte        | Pierre                            |
| Elena de Frutos          | Verónica joven                    |
| Mónica Cervera           | Rocío                             |
| Ivan Massagué            | Félix joven                       |
| Gustavo Pastor           | Novio Marta D.J.                  |
| Soledad Silveyra         | Verónica                          |
| Marta Etura              | Ana joven                         |
| David Janer              | Pierre                            |
| Duna Jové                | Marta                             |
| Laura Mañá               | Profesora Escuela de cocina París |
| Mathieu Bisson           | Philippe                          |
| Marta Tataret            | Hermana Pierre                    |
| Xavier Soler             | Padre Pierre                      |
| Isabel López             | Madre Verónica                    |
| David Figueras           | Padre Verónica                    |
| Blanca Martínez          | Menchu                            |
| Maria Lanau              | Madre Pierre                      |
| Stephane Jacquien        | Hombre joven Torre Eiffel         |
| Karina Testa             | Mujer joven Torre Eiffel          |
| Sergi Vargas             | Hermano Verónica                  |
| Agustí Peraire           | Padre Félix                       |
| Fernando Colomo          | Compañero Academia francés        |
| Rebeca Moreno            | Amiga Ana                         |
| Jorge Ventosa            | Andrés                            |
| Tanit Salvadó            | Beatriz                           |
| Adriana Romero           | Gogo 1                            |
| Chiqui Montoro           | Gogo 2                            |
| Helena Carrión           | Carla                             |
| Pablo Pascual            | Bebé Carla                        |
| Gorka Lasaosa            | Fernando                          |
| Nora Piera               | Susana                            |
| Manuel Mena              | Paleto 1                          |
| Jaume Sorribas           | Paleto 2                          |
| Abdel Aziz El Mountassir | Árabe                             |
| Julián Mendoza           | Italiano                          |
| Esteban Blázquez         | Joven parada autobús              |
| Tamara Pardo             | Camarera 'Les Scandaleuses'       |
| Isabella Humphrey        | Chica 'Les Scandaleuses'          |
| José Antonio Marín       | Vendedor                          |
| Sandra Sandri            | Mujer policía                     |
| Elena Tamarit            | Foto Juliette                     |
| Montserrat Jiménez       | Chica 'Les Scandaleuses'          |
| Alba Martínez            | Chica 'Les Scandaleuses'          |
| Arche Acma               | Ginecólogo oriental               |
| Carlota Frisón           | Enfermera                         |
| Maria Gaiseanu           | Paciente Ginecólogo               |
| Mickaël Lashe            | Maitre Restaurante                |
| Wills Canga              | Pierre Langlois - Joven de color  |
| Jorge Carrasco           | Pierre 2                          |
| Jorge Anglés             | Pierre 3                          |
| Miguel Ángel Romero      | Pierre 4                          |
| Jorge Ordóñez            | Pierre 5                          |
| Xavi Gutiérrez           | Pierre 6                          |
| Oriol Roca               | Bajo joven                        |
| Óscar Domínguez          | Nacho joven                       |
| Frenchi Redón            | Nacho adulto                      |
| Pere Picarin             | Charly adulto                     |
| José María Costa         | Acordeón                          |
| Marc Santiago            | Contrabajo                        |
| Francisco Guisado        | Charly joven                      |
| Koldo Izquierdo          | Bajo adulto                       |
| Xavier Romero            | Vibráfono                         |
| Jordi Aranda             | Batería                           |
| Álvaro del Río           | Clarinete                         |
| El Gran Wyoming          | Narrador                          |
| Rocco Siffredi           |                                   |
| Pablo Zambrano           | Bebé Carla                        |